# Écluse de Hungerford Marsh

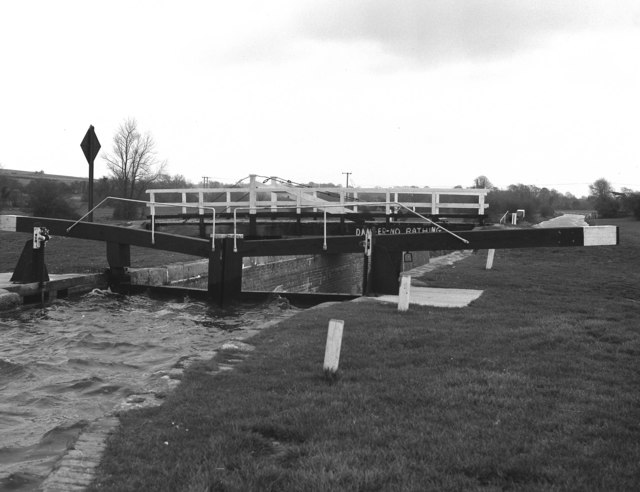
L'écluse de Hungerford Marsh et son pont tournant

L’écluse de Hungerford Marsh est une écluse sur le canal Kennet et Avon, à Hungerford, dans le Berkshire, en Angleterre.
L'écluse de Hungerford Marsh a été construite entre 1718 et 1723 sous la supervision de l'ingénieur John Hore de Newbury. Le canal est administré par la British Waterways. L’écluse permet de franchir un dénivelé de 2,46 m (8 ft 1 in).
Cette écluse est unique par rapport aux autres écluses du canal Kennet et Avon car elle a un pont tournant directement au centre de l’écluse qui doit être ouvert avant que l‘écluse puisse être utilisé.